# Droit de pelote
Le droit de pelote est une tradition de la Provence d’Ancien Régime, liée aux groupes de jeunesse. Il s’agit d’une redevance en numéraire prélevée sur les couples dont un des deux membres est étranger à la communauté, et lèse donc celle-ci d’un partenaire potentiel. D’abord prélevé par la communauté, il passe au profit de l’abbé de jeunesse.
Son versement n’entraîne pas annulation du charivari (qui est plutôt tourné contre un époux âgé), mais l’absence du versement est susceptible de provoquer des représailles (comme des perturbations des noces, vols de volailles, etc.). Le débiteur qui s’en acquitte avec libéralité est au contraire récompensé d’un feu de joie.
Malgré l’interdiction par le Parlement de Provence en 1554, il est prélevé jusqu’à la fin de l’Ancien Régime.